# Nicofró
Nicofró  (segons Suides) o Nicofó (en llatí Nicophon o Nicophron, en grec antic Νικοφῶν "Nikophon", o Νικόφρων "Nikóphron"), fill de Teró, fou un poeta grec de la comèdia mitjana, però alguns pensen, (Ateneu de Nàucratis) que pertanyia a la vella comèdia). Era contemporani d'Aristòfanes al final de la seva carrera.
Aristòfanes va presentar la seva obra Πλοῦτος Plutus i va competir pel premi amb quatre altres autors. Nicofró hi va presentar Ἄδωνις (Adonis), obra de la que no en queden fragments i que no apareix mencionada per cap més autor. Suides parla de Ἐξ ᾄδου ἀνιών (Arribant a l'Hades), que també cita Eudòxia Macrembolitissa.
A més d'aquestes va escriure quatre obres de teatre sobre les que hi ha més autors que en parlen:
- Ἀφροδίτης γοναί (Els orígens d'Afrodita)
- Πανδώρα (Pandora)
- Χειρογάστορες o Ἐγχειρογάστορες (Viure de a seva mà)
- Σειρῆνες (Sirenes).

Només es conserven 27 línies de les seves obres.